# Црква Рођења Светог Јована Крститеља у Качапору
Црква Рођења Светог Јована Крститеља у Качапору, насељеном месту на територији општине Блаце, припада Епархији нишкој Српске православне цркве. Црква је подигнута 1902. године на темељима старијег храма из непознатог периода и посвећена је Рођењу Светог Јована Крститеља.
Црква је током Првог светског рата запуштена, па је више пута обнављана. Црква има основу уписаног крста, са једном олтарском и две певничке апсиде. На врху се налази осмострано кубе и звонара. Са западне стране храма испред улаза, налази се мали трем.